# James Young (chimiste)
Pour les articles homonymes, voir James Young et Young.
James Young est un chimiste écossais, né le 13 juillet 1811 à Glasgow et mort le 13 mai 1883 à Wemyss Bay. Il est surtout connu pour ses travaux sur la distillation du kérosène à partir de charbon et de schiste bitumineux.

## Biographie
James Young naît à Glasgow, il est le fils de John Young, un menuisier fabricant de cabinets. Il devient rapidement un apprenti de son père tout en suivant des cours du soir. Il rejoint l'université de Strathclyde (alors connue en tant qu'Anderson's College) à l'âge de 19 ans. Au cours de ces années à l'université, Young rencontre le chimiste Thomas Graham et l'explorateur David Livingstone avec qui il reste ami jusqu'à la mort de ce dernier en Afrique en 1873.
James Young épouse Mary Young de la paroisse de Paisley en 1838.
Après la mort de sa femme, Young part habiter à Wemyss Bay avec son fils et sa fille. Il meurt en 1883, en présence de son fils James.

## Carrière
Après des travaux sur l'électricité et le mildiou de la pomme de terre, Young s'intéresse en 1847 à un écoulement naturel de pétrole dans une mine de charbon à Alfreton, dans le Derbyshire. De ce pétrole distillé, il obtient un fin combustible pour lampe à pétrole ainsi qu'une huile plus épaisse permettant de lubrifier les moteurs. L'année suivante, il monte un commerce de raffinage du pétrole avec son ami Edward Meldrum : les ventes sont bonnes mais l'écoulement de pétrole se tarit dès 1851.
Ayant remarqué que l'écoulement provenait de la paroi supérieure en grès de la mine, Young fait l'hypothèse qu'il aurait pu être causé par l'émission de chaleur des veines de charbon. Après de nombreuses expériences, il parvient à produire un fluide assez similaire au pétrole par la distillation de schiste bitumineux à faible température. Young obtient plusieurs fluides à l'aide de cette distillation lente, notamment ce qu'il appelle « l'huile de paraffine » en raison de la ressemblance du fluide avec la paraffine : à basse température, ce fluide se solidifie et sa substance est proche de la paraffine.
En octobre 1850, Young dépose un brevet sur la production d'huiles et de paraffine solide. Avec son ami Meldrum, ils s'établissent à Bathgate et fondent leur entreprise de production d'huile.
En 1852, Young dépose un brevet aux États-Unis concernant la production d'huile à partir de la distillation du charbon. Ce brevet entraîne de nombreuses suites juridiques, les autres producteurs devant lui payer une redevance.